# Operação Guardião da Prosperidade
A Operação Guardião da Prosperidade é uma operação militar da coligação multinacional formada em dezembro de 2023 para responder aos ataques liderados pelos Hutis contra navios no Mar Vermelho.
O Secretário de Defesa dos Estados Unidos, Lloyd Austin, anunciou a formação de uma força de segurança marítima internacional, que visa combater as ameaças das forças Hutis contra o comércio marítimo internacional após semanas de ataques contra navios comerciais. O Egito e a Arábia Saudita estão ausentes dos participantes listados. Dez nações estão ocultando o seu envolvimento.
Os Hutis emitiram uma declaração alegando capacidade de destruir a frota da coalizão: "O Mar Vermelho será o seu cemitério".

## Escopo
A operação visa garantir a segurança do tráfego marítimo no Mar Vermelho, em Babelmândebe e no Golfo de Adem. Estas áreas são pontos de passagem estratégica para a economia global que ligam o Mar Mediterrâneo ao Oceano Índico e o Canal de Suez ao Corno de África. Isto fez com que a situação de 2023 fosse apelidada de "uma nova crise de Suez" pelo The Economist.

## Forças
A Força-Tarefa Combinada 153, sob o controle das Forças Marítimas Combinadas dos Estados Unidos, controlará os navios da operação, que atualmente inclui o HMS Diamond do Reino Unido, o HMS Lancaster, o HMS Chiddingfold, o HMS Middleton, o HMS Bangor, o RFA Cardigan Bay, e a fragata italiana Virginio Fasan, três destróieres norte-americanos e um navio de guerra francês. O contingente dos Estados Unidos pode incluir o USS Carney e o USS Mason. Os Países Baixos planejam enviar dois oficiais de estado-maior e estão debatendo a possibilidade de mobilizar navios. A Noruega planeja enviar até dez oficiais de estado-maior, mas até agora não enviou quaisquer navios. O Canadá está destacando três oficiais de estado-maior por meio da Operação Artemis. As Forças Armadas Canadenses implantarão um número indeterminado de veículos de apoio terrestre, aéreo e marítimo. A Grécia enviará uma fragata da Marinha Helênica.